# الجبجب (القفر)

تعديل مصدري - تعديل

الجبجب محلة تابعة لقرية بيت النجرى، التابعة لعزلة بني مسلم بمديرية القفر إحدى مديريات محافظة إب في الجمهورية اليمنية، بلغ تعداد سكانها 105 حسب تعداد اليمن لعام 2004.

## وصلات خارجية
- المركز الوطني للمعلومات باليمن